# Bahnhof Grefsen

Der Bahnhof Grefsen (norwegisch Grefsen stasjon) ist ein Bahnhof an der Gjøvikbahn im Stadtteil Nordre Aker der norwegischen Hauptstadt Oslo. Er liegt 6,6 km vom Osloer Hauptbahnhof entfernt und die benachbarten Bahnhöfe sind Tøyen in Richtung Innenstadt sowie Nydalen in Richtung stadtauswärts. Der Bahnhof wurde im Jahr 1900 als Ausgangspunkt der Gjøvikbahn errichtet. Gegenwärtig besitzt er nur eine vergleichsweise geringe Bedeutung.

## Geschichte
Das Stationsgebäude wurde im Jahr 1900 als Endstation für die Gjøvikbahn errichtet, die zu diesem Zeitpunkt jedoch nur bis Røykenvik fertiggestellt war. Bis 1902 war der Bahnhof Grefsen Endstation der in Richtung Oslo verkehrenden Personenzüge, ab diesem Zeitpunkt verkehrten diese weiter bis zur Østbanestasjonen, heute Oslo Sentralstasjon.

## Gebäude und Anlagen
Das 1900 errichtete Gebäude wurde von Paul Due, dem Architekten der Norwegischen Staatseisenbahnen, entworfen. Es liegt auf der Ostseite der Gleise und wurde im Stil der Backsteingotik ausgeführt. Das Bahnhofsgebäude und die zugehörigen Anlagen stehen unter Denkmalschutz und sind unter der Nummer 165798-1 im norwegischen Denkmalverzeichnis eingetragen.
Neben dem Streckengleis mit einem einfachen unbedachten Seitenbahnsteig liegt noch ein Gleis am Hausbahnsteig und auf der anderen Seite ein weiteres Streckengleis ohne Bahnsteig. Von diesem Gleis aus besteht eine Verbindung zu den Gleisen der benachbarten Oslo T-bane und damit die Möglichkeit zum Übergang von Fahrzeugen zwischen den beiden Netzen, für die es jedoch erhebliche Beschränkungen gibt.

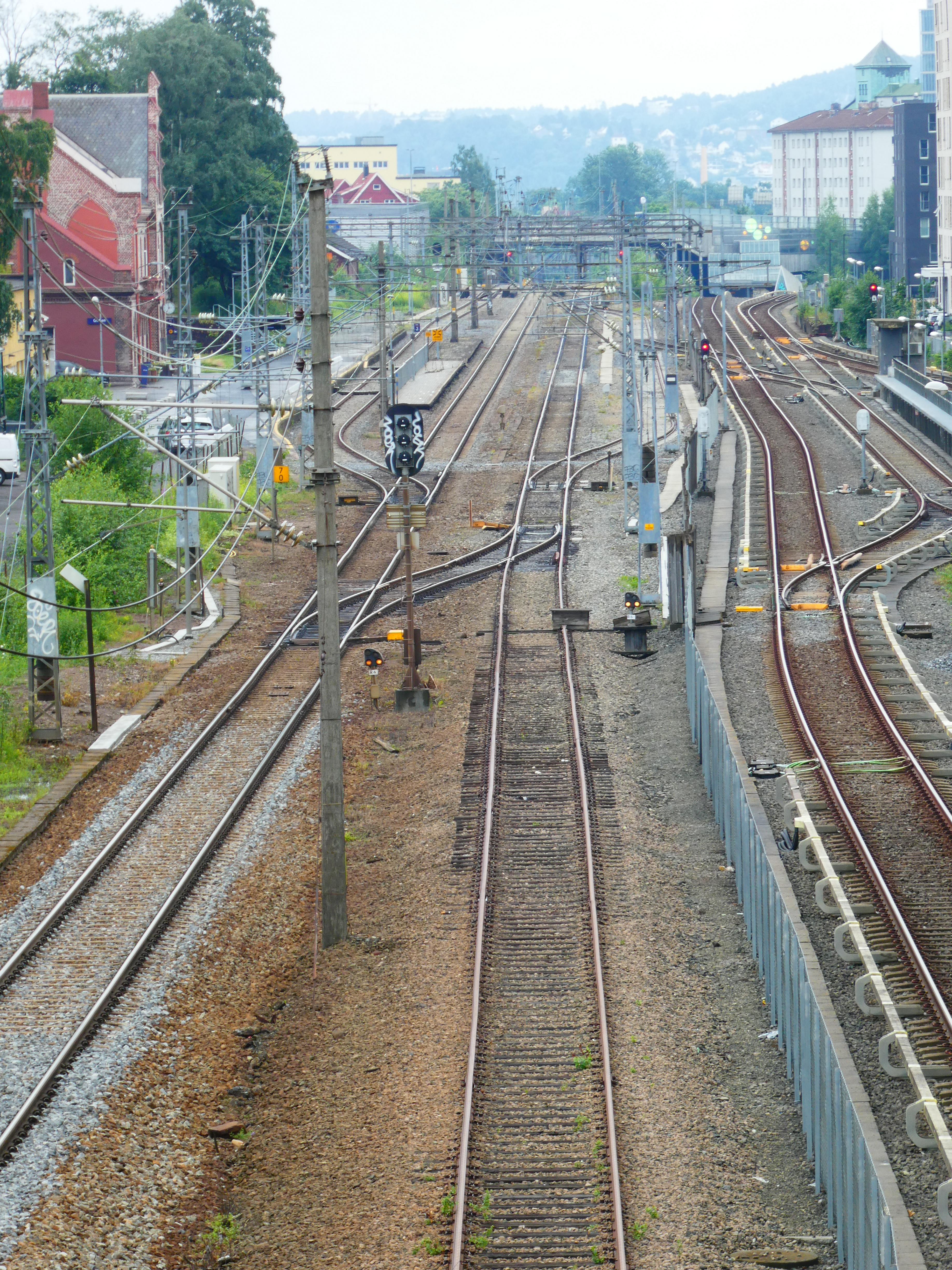
Bahnhof Grefsen (Oslo) Gleisanlagen

Im Süden des Bahnhofsbereiches zweigt die Alnabane von der Gjøvikbahn ab und stellt eine Verbindung zum Alnabruterminal bereit. Eine ehemals im Norden der Station abzweigende Zweigbahn in das Industriegebiet Nydalen besteht heute nicht mehr.

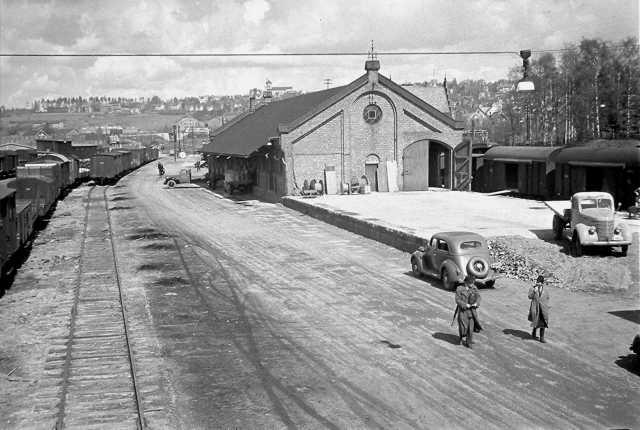
Bahnhof Grefsen im Jahr 1948

Südlich des Bahnhofsgebäudes befindet sich noch eine manuell betätigte Drehscheibe (Stand 2020), die jedoch nicht mehr mit den gegenwärtig genutzten Gleisen verbunden ist. Da der Bahnhof Grefsen ursprünglich der Ausgangspunkt der Gjøvikbahn war, war die Errichtung einer Drehscheibe notwendig, um die auf der Strecke eingesetzten Dampflokomotiven in die jeweilige Fahrtrichtung drehen zu können. Ein auf historischen Fotos noch eindeutig zu erkennender Güterschuppen existiert heute nicht mehr. Das genaue Datum des Abriss ist unbekannt, er dürfte jedoch spätestens beim Ausbau der umgebenden Straßen und insbesondere Sinsenkrysset im Jahr 1957 nicht mehr bestanden haben.

## Gegenwart und künftige Planungen
Der Bahnhof Grefsen gehört zu den wenigen Stationen, bei denen die Züge noch durch einen lokalen Mitarbeiter der Bahn auf dem Bahnsteig abgefertigt werden. Ein Verkauf von Fahrkarten ist jedoch nur noch mittels Automaten möglich.
Im Jahr 2006 wurde die Ringbahn der Osloer U-Bahn eröffnet, deren Gleise parallel zu denen der Gjøvikbahn am Bahnhof Grefsen vorbeiführen. Es ist geplant, den Bahnhof Grefsen mittels einer Fußgängerbrücke unmittelbar mit der in der Nähe befindlichen Station Storo der Oslo T-bane zu verbinden.
Der Name Grefsen stasjon dient derzeit auch als Eigenbezeichnung eines Wohnungsneubauprojektes auf Höhe des Bahnhof Grefsen, jedoch mit diesem unverbunden auf der gegenüberliegenden Seite der Gleise.